# Akari Suda
Akari Suda (須田亜香里, Suda Akari), née le 31 octobre 1991 dans la préfecture d'Aichi, au Japon, est une chanteuse, idole japonaise du groupe de J-pop SKE48.